# El Naranjo
El Naranjo é um município do estado de San Luis Potosí, no México.